# École polytechnique universitaire de Clermont-Auvergne
Polytech Clermont, nom d'usage de l’école polytechnique universitaire de l'université Clermont-Auvergne, est une école d'ingénieurs publique membre du réseau Polytech, du groupe INP et de l'université Clermont-Auvergne.
C'est l'une des 204 écoles d'ingénieurs françaises accréditées au 1er septembre 2020 à délivrer un diplôme d'ingénieur. Elle est habilitée par la Commission des titres d'ingénieur (CTI) à délivrer six spécialisations en formation initiale et six en formation continue.
Elle se situe sur le campus des Cézeaux, dans les communes de Clermont-Ferrand et d'Aubière, du département du Puy-de-Dôme en région Auvergne-Rhône-Alpes.
L'école est rattachée au réseau Polytech et au groupe INP via Clermont-Auvergne INP. Elle est également membre de la conférence des grandes écoles (CGE).

## Enseignement

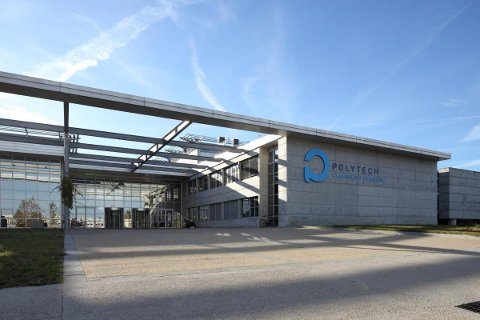
Entrée de l'école Polytech Clermont.

### Effectifs
Polytech Clermont forme chaque année 1 200 élèves-ingénieurs répartis sur trois années.
Chaque année, Polytech Clermont accueille des étudiants avec le statut « sportif de haut niveau », des étudiants en situation de handicap, des étudiants avec le statut « réserviste » et des étudiants sapeurs-pompiers volontaires.
Polytech Clermont diplôme ainsi plus de 200 élèves par an.
Plus de 7 000 ingénieurs sont diplômés de Polytech Clermont. Une association des ingénieurs Polytech Clermont existe, de même que Polytech Alumni qui rassemble l'ensemble des ingénieurs du réseau Polytech.

### Durée des études
Le diplôme d'ingénieur de Polytech Clermont est reconnu par la Commission des titres d'ingénieur : il est délivré à l'issue de trois années d'études, qui comprennent deux périodes de stage. Les élèves recrutés au niveau bac (voir paragraphe recrutement) doivent d'abord suivre deux années de formation scientifique puis les trois années du cycle d'étude d'ingénieur.

### Spécialités
Le diplôme d'ingénieur de Polytech Clermont est délivré dans une des six spécialités suivantes :
- génie biologique (GB) ;
- génie civil (GC) ;
- génie électrique (GE) ;
- ingénierie mathématique et data science (IMDS) ;
- génie physique (GP) ;
- génie des systèmes de production (uniquement par la voie de l'apprentissage à Montluçon).

En dernière année du cycle ingénieur, les élèves peuvent choisir de suivre en parallèle un master.

### Recrutement
Polytech Clermont recrute ses élèves au niveau Bac + 2 :
- par le biais du concours e3a pour les élèves de classes préparatoires ;
- après une licence ;
- après un DUT.

Il existe également un recrutement au niveau Bac grâce au concours Geipi Polytech. Dans ce cas, les élèves reçus au concours Geipi Polytech doivent d'abord suivre deux années de formation scientifique (deux années de licence : L1 puis L2, ou certains DUT) sans redoubler avant d'intégrer Polytech-Clermont. Ces deux années appelées PeiP (parcours des écoles d'ingénieurs de Polytech) sont une alternative aux classes préparatoires et peuvent être de deux types :
- « Peip A », axé sur les mathématiques, la physique et les sciences de l'ingénieur ;
- « PeiP B », axé sur la biologie et la chimie (parcours pour les étudiants qui souhaitent préparer le diplôme d'ingénieur en spécialité génie biologique).

À l'issue des deux années de PeiP, les étudiants ont aussi la possibilité d'intégrer une autre école du réseau Polytech.

### Formation continue
Polytech Clermont organise également des enseignements de formation continue :
- ingénieur diplômé par l'État (IDPE) : organisation des épreuves conduisant à la délivrance du titre d'ingénieur diplômé par l'État en logistique et bâtiment-travaux publics ;
- formations diplômantes : diplôme d'ingénieur Polytech Clermont-Ferrand par la voie de la formation continue pour des personnes titulaires d'un DUT, d'un BTS ou d'un diplôme équivalent et justifiant d'une expérience professionnelle d'au moins trois ans dans la spécialité visée (« filière Fontanet ») ;
- formations à la carte non diplômantes :
  - accueil d'auditeurs libres dans les enseignements modulaires de formation initiale,
  - formations spécifiques : actions catalogue ou montées « sur mesure » pour répondre aux besoins du commanditaire.

### International
Afin de leur garantir un niveau satisfaisant en anglais, tous les ingénieurs sortant de Polytech Clermont depuis 2006 ont l'obligation d'obtenir un score d'au moins 800 au TOEIC.
L'un des deux stages du cycle d'étude d'ingénieur se déroule traditionnellement à l'étranger.
Doubles diplômes sont proposés aux étudiants avec l'une des universités ou écoles partenaires :
- USA : Université de l'Oklahoma ;
- Canada : Université du Québec à Chicoutimi (UQAC) ;
- Canada : Université Laval, Québec ;
- Argentine : Universidad nacional de Cuyo à Mendoza ;
- Chili : Université pontificale catholique de Valparaíso ;
- Maroc : École Hassania des travaux publics, Casablanca ;
- Tunisie : École nationale d'ingénieurs de Sfax.

Accords bilatéraux, dont accords ERASMUS
- Europe : Portugal, Espagne, Roumanie, Pologne, Slovaquie, Suède, Hongrie, Royaume-Uni, Slovénie, Allemagne, Croatie, Italie, Suisse, République Tchèque.
- Amérique : Argentine, Brésil, Canada, Mexique, USA, Chili.
- Afrique : Algérie, Gabon, Maroc, Tunisie, Madagascar, Cameroun, Bénin, Sénégal.
- Asie : Chine, Inde, Japon, Taïwan, Corée du Sud, Malaisie, Indonésie, Thaïlande

## Laboratoires de recherche
Les 80 enseignants-chercheurs de Polytech Clermont ont, pour la plupart, une activité de recherche au sein de neuf laboratoires de recherche associés :
- l'institut Pascal (UMR 6602) ;
- le LMBP, ou laboratoire de mathématiques (UMR 6620) ;
- le LIMOS, ou laboratoire d’informatique, de modélisation et d’optimisation des systèmes (UMR 6158) ;
- le GReD, ou laboratoire de génétique, reproduction et développement (UMR 6293) ;
- le GDEC, ou laboratoire de génétique, diversité et écophysiologie des céréales (UMR 1095) ;
- le LPCn ou laboratoire de physique de Clermont (UMR 6533) ;
- le LAPSCO, ou laboratoire de psychologie sociale et cognitive (UMR 6024) ;
- le LRL, ou laboratoire de recherche sur le langage (EA 999) ;
- le Clerma, pour « Clermont recherche management » (EA 38 49).

### Campus
L'école est située sur le campus des Cézeaux à Aubière près de Clermont-Ferrand, sur lequel se trouvent l'UFR sciences de l'université Clermont-Auvergne, l'UFR STAPS, deux autres écoles d'ingénieurs (Institut national polytechnique Clermont Auvergne et Institut d'informatique d'Auvergne), un IUT et plusieurs laboratoires de recherche. Le campus est desservi par la ligne A de tramway de Clermont-Ferrand.
Une antenne se trouve sur le site universitaire de Montluçon.

## Historique
En 1969, le Centre universitaire des sciences et techniques (Cust) est créé par François Aufauvre, Louis Avan, Alain Coulombeau, et Patrick Ackermann. C'est alors une composante de l'université Blaise-Pascal, aujourd'hui regroupée avec l'autre université clermontoise au sein de l'université Clermont-Auvergne.
En 1990, le département Génie mathématique et modélisation est créé. L'année suivante, en 1991, le réseau Eiffel voit le jour. En 1993, le département Génie informatique se transforme en une nouvelle école : l'Institut supérieur d'informatique, de modélisation et de leurs applications. La même année, une nouvelle option, Ingénierie de projets logistiques, est également créée.
En 2003, le réseau Eiffel s'élargit pour devenir le réseau Polytech. Trois ans plus tard, en 2006, l'école change de nom d'usage pour devenir Polytech Clermont-Ferrand. En 2009, le concours post-bac Geipi Polytech est mis en place, suivi en 2010 par la création de l'option « énergie ».
En 2021, Polytech Clermont-Ferrand est rebaptisé Polytech Clermont. La même année, Clermont Auvergne INP est créé, regroupant ISIMA, Polytech Clermont et SIGMA Clermont.